# Javier Cárdenas Martínez
Javier Cárdenas Martínez (* 8. Dezember 1952; † 25. Juni 2022) war ein mexikanischer Fußballspieler, dessen Stammposition sich im Mittelfeld befand.

## Leben
Javier Cárdenas erhielt seinen ersten Profivertrag in der Saison 1973/74 beim Toluca FC, mit dem er die Meisterschaft in der Saison 1974/75 gewann. 
Bereits wenige Monate später debütierte er am 3. August 1975 in Reihen der mexikanischen Nationalmannschaft, als diese der DDR-Auswahl mit 0:1 unterlag. 
Seine beiden Länderspieltore gelangen Cárdenas in den im Oktober 1977 ausgetragenen WM-Qualifikationsspielen gegen El Salvador (3:1) und Guatemala (2:1). 
Bei der anschließenden WM 1978 bestritt er die erste Halbzeit im letzten Vorrundenspiel der Mexikaner gegen Polen (1:3), die nach dem Spiel die Heimreise antreten mussten. 
Cárdenas, der am 31. Januar 1979 sein letztes Länderspiel gegen die Sowjetunion (0:1) bestritt, wechselte nach der WM 1978 zu Chivas Guadalajara, wo er die nächsten sieben Jahre unter Vertrag stand und insgesamt 215 Ligaspiele absolvierte. 

## Erfolge
- Mexikanischer Meister: 1974/75